# هاري غانت
هاري غانت (بالإنجليزية: Harry Gant)‏ هو سائق سباق أمريكي، ولد في 10 يناير 1940 في تايلورزفيل في الولايات المتحدة.

## وصلات خارجية
- هاري غانت على موقع Racing-Reference.info (الإنجليزية)
- هاري غانت على موقع DriverDB.com (الإنجليزية)
- هاري غانت على موقع IMDb (الإنجليزية)
- هاري غانت على موقع كينوبويسك (الروسية)